# María T. Martelo
María T. Martelo ist eine venezolanische Klimatologin.
Martelo arbeitet in Caracas in einem Forschungszentrum, das dem Direktorium für Hydrologie und Meteorologie des Ministeriums für natürliche Ressourcen zugeordnet ist. Ein Schwerpunkt ihrer Arbeit liegt auf der Untersuchung extremer Wetterereignisse.
Wegen ihrer Forschungen wurde Martelo in den Weltklimarat IPCC berufen. Im Jahr 2007 war sie als Vice-Chair der Arbeitsgruppe I „The Physical Science Basis“ in verantwortlicher Position an der Erstellung des Vierten Sachstandsberichts beteiligt. Im Frühjahr 2007 endete ihre Tätigkeit im IPCC, sie wurde durch Miriam Diaz ersetzt.